# The Passing of the Third Floor Back

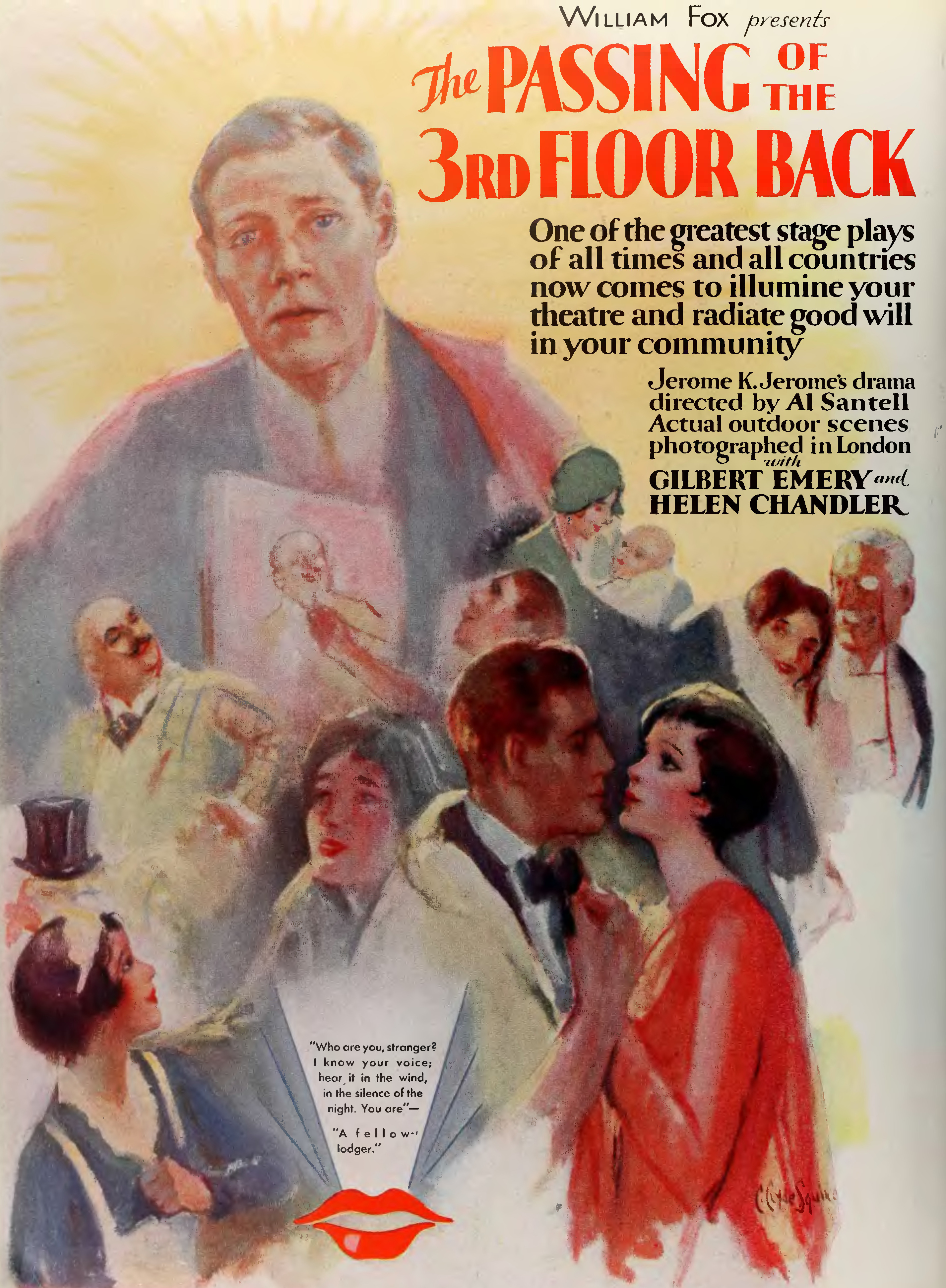
Annonce pour le film dans le magazine Film Daily.

The Passing of the Third Floor Back est un film britannique réalisé par Berthold Viertel et sorti en 1935. Il est inspiré d'une pièce de théâtre, déjà adaptée au cinéma par Herbert Brenon en 1918.

## Synopsis
Dans une pension de famille de Londres, qui abrite des résidents très différents, beaucoup d'entre eux s'accrochent à leur statut social. L'un d'eux, le riche homme d'affaires autodidacte M. Wright, a vraiment réussi dans la vie. La maison appartient à Mme Sharpe, qui maltraite la femme de ménage, Stasia, une jeune délinquante réhabilitée. Les membres de la famille sont misérables et ouvertement moqueurs et grossiers les uns envers les autres, à l'exception du respect que tous témoignent au puissant M. Wright. Le major Tomkin et sa femme tentent de faire pression sur leur fille, Vivian, pour qu'elle épouse Wright malgré sa réticence.

## Fiche technique
- Réalisation : Berthold Viertel
- Scénario : Michael Hogan , Alma Reville d'après une histoire et une pièce de Jerome K. Jerome
- Photographie : Curt Courant
- Producteur associé : Victor Montagu[1]
- Montage : Derek N. Twist
- Musique : Hubert Bath
- Distributeur : Gaumont
- Durée : 90 minutes
- Date de sortie :
  - Royaume-Uni : 15 décembre 1935

## Distribution
- Conrad Veidt : l'ange gardien
- Anna Lee : Vivian
- Rene Ray : 'Stasia
- Frank Cellier : Wright
- John Turnbull : major Tomkins
- Cathleen Nesbitt : Mrs. Tomkin
- Ronald Ward : Chris Penny
- Beatrix Lehmann : Miss Kite
- Jack Livesey : Mr. Larkcom
- Sara Allgood : Mrs. de Hooley
- Mary Clare : Mrs. Sharpe
- Barbara Everest : Cook
- Alexander Sarner : The gramophone man
- James Knight : l'inspecteur de police